# فاليريان أياي
فاليريان أياي (بالفرنسية: Valériane Ayayi)‏ مواليد 29 أبريل 1994 في بوردو، هي لاعبة كرة سلة فرنسية. تلعب مع نادي لات لكرة السلة للسيدات في الدوري الفرنسي لكرة السلة للسيدات. يبلغ طولها 6 قدم 0 بوصة (1.8 م). مثلت منتخب بلادها. شاركت في دورة الألعاب الأولمبية الصيفية سنة 2016.

## روابط خارجية
- فاليريان أياي على موقع الاتحاد الدولي لكرة السلة (الإنجليزية)
- فاليريان أياي على موقع الاتحاد الوطني لكرة السلة النسائية (الإنجليزية)
- فاليريان أياي على موقع كرة السلة الأوروبية.كوم (الإنجليزية)
- فاليريان أياي على موقع بروبوليرز (الإنجليزية)
- فاليريان أياي على موقع سبورتس رفرنس (الإنجليزية)
- فاليريان أياي على موقع سبورتس رفرنس (الإنجليزية)
- فاليريان أياي على موقع اللجنة الأولمبية الدولية (الإنجليزية)
- فاليريان أياي على موقع أوليمبيديا (الإنجليزية)
- فاليريان أياي على موقع اللجنة الأولمبية الفرنسية (مؤرشف) (الفرنسية)